# ジャンニ・ルッソ
ジャンニ・ルッソ（Gianni Russo, 1943年12月12日 - ）は、アメリカ合衆国の俳優・歌手。

## 来歴
ニューヨーク市マンハッタンに生まれ、リトル・イタリーおよびスタテンアイランドで育った。子供の頃に小児麻痺にかかり、12歳から路上で文具を売って生活費を稼いだ。ニューヨークのマフィアのボス、フランク・コステロの下で使い走りをしていたこともあった。18歳のときにマイアミに移り、ナイトクラブなどで働く。
1970年9月29日、パラマウント映画の制作部長のロバート・エヴァンスは記者会見を開き、マリオ・プーゾのベストセラー小説『ゴッドファーザー』を映画化することを発表した。この席でエヴァンスが「名の通った俳優や女優よりも、無名の俳優を使いたい」と口をすべらせたことからパラマウントには応募が殺到した。
ルッソは演技経験は全くなかったが、無名俳優を起用するという発言を鵜呑みにし、2000ドルをかけて友人を相手役にしたオーディション用のフィルムを撮影。このフィルムをプロデューサーのアルバート・S・ラディに送りつけた。ルッソは連日のようにパラマウントを訪れては出演を懇願し、ニューヨークの事務所にまで押しかけ、根負けしたラディはカルロ・リッツィ役としてテストを受けさせることとなった。テストはパラマウントの親会社のガルフ&ウェスタン本社の会議室で行われ、ラディはカルロが妻のコニーを殴るシーンを演じるよう命じた。相手役はパラマウントのプロデューサー、スタンリー・R・ジャッフェの秘書が務めた。ルッソは命じられるがままに怒鳴り散らし、ジャッフェの秘書はすっかりおびえてしまった。これによりルッソはカルロ役を手に入れ、以後俳優となった。
2004年にフランク・シナトラのヒット曲など（「It Was a Very Good Year」「I've Got You Under My Skin」ほか）をカバーしたアルバム『Reflections』を発表した。

## 主な出演作品
| 公開年 | タイトル                                                   | 役名                       |
| ------ | ---------------------------------------------------------- | -------------------------- |
| 1972   | ゴッドファーザー                                           | カルロ・リッツィ           |
| 1974   | ゴッドファーザー PART II                                   | カルロ・リッツィ           |
| 1975   | 暗黒街の顔役 Lepke                                         | アルバート・アナスタシア   |
| 1975   | 極道Ｕ.Ｓ.Ａ. The Four Deuces                              | チップ・モロノ             |
| 1978   | レーザーブラスト Laserblast                                | トニー・クレイグ           |
| 1979   | 大統領の堕ちた日 Winter Kills                              | 副操縦士                   |
| 1989   | ワン・モア・タイム Chances Are                             | アンソニー・ボニノ         |
| 1990   | ビーチバレーに賭けた夏 Side Out                            | ディック・シドニー         |
| 1991   | アウト・フォー・ジャスティス Out For Justice               | サミー                     |
| 1993   | スーパーマリオ 魔界帝国の女神 Super Mario Bros.            | スカペリ                   |
| 1999   | エニイ・ギブン・サンデー Any Given Sunday                  | クリスティナのアドバイザー |
| 2000   | 天使のくれた時間 The Family Man                            | ニック                     |
| 2001   | サラ・ミシェル・ゲラーのハーバードアクシデント Harvard Man | アンドリュー・バンドリーニ |
| 2002   | レッド・ドラゴン Red Dragon                                | ニュージー                 |
| 2003   | シービスケット Seabiscuit                                  | アルバート・ジャニニ       |
| 2004   | ダイヤモンド・イン・パラダイス After the Sunset            | クリッパーズ・ファン       |